# Tim Thomerson
Joseph Timothy „Tim” Thomerson (n. 8 aprilie 1946, Coronado⁠(d), California, SUA) este un actor și comic american. Este cel mai cunoscut ca Jack Deth în seria de filme Trancers și pentru munca sa în numeroase filme cu buget redus și pentru rolurile sale de televiziune de comedie.

## Filmografie
| An        | Film                                         | Rol                                                                            | Note |
| --------- | -------------------------------------------- | ------------------------------------------------------------------------------ | --- |
| 1975      | Mannix                                       | 'Rusty'                                                                        | Episodul: "A Word Called Courage" |
| 1975      | A Shadow in the Streets                      | Chick                                                                          | Film TV |
| 1975      | Hustling                                     | 'Two to a Cell' Cop (nemenționat)                                              | Film TV |
| 1976      | Laverne & Shirley                            | 'Silky' Mulcheck                                                               | Episodul: "The Bachelor Party" |
| 1976      | Harry O                                      | Reporter                                                                       | Episodul: "Hostage" |
| 1976      | City of Angels                               | Seyers                                                                         | Episodul: "The Parting Shot" |
| 1976      | Car Wash                                     | Kenny                                                                          | ca Timmothy Tomerson |
| 1977      | Benny And Barney: Las Vegas Undercover       | Barney Tuscom                                                                  | Film TV |
| 1977      | All That Glitters                            | 'Sonny' Packer                                                                 | serial TV |
| 1977      | Terraces                                     | Steve                                                                          | Film TV |
| 1977      | Which Way Is Up?                             | Tour Guide                                                                     | ca Timothy Thomerson |
| 1977-1978 | Quark                                        | Gene                                                                           | serial TV regular |
| 1978      | Remember My Name                             | Jeff                                                                           | ca Timothy Thomerson |
| 1978      | Record City                                  | Marty                                                                          | |
| 1978      | A Wedding                                    | Russell Bean                                                                   | |
| 1978      | Hawaii Five-O                                | Mike Chandler                                                                  | Episodul: "Death Mask" |
| 1979      | Mork & Mindy (ep. 13)                        | Sergie                                                                         | rol secundar, serial TV |
| 1979      | The Associates                               | Johnny Danko                                                                   | rol secundar, serial TV |
| 1979      | Angie                                        | Gianni                                                                         | rol secundar, serial TV |
| 1980      | Getting There                                | Lester                                                                         | Film TV |
| 1980      | Carny                                        | 'Doubles'                                                                      | |
| 1980      | Fade to Black                                | Jerry Moriarty                                                                 | |
| 1981      | Take This Job and Shove It                   | Ray Binkowski                                                                  | |
| 1981      | In Trouble                                   | Mr. Damrush                                                                    | Film TV |
| 1981      | Golden Gate                                  | Frank Nightingale                                                              | Film TV |
| 1981      | St. Helens                                   | șerif Dwayne Temple                                                            | |
| 1981-1982 | The Two of Us                                | Reggie Cavanaugh                                                               | rol secundar, serial TV |
| 1982      | Some Kind of Hero                            | Cal                                                                            | |
| 1982      | Bare Essence                                 | Billy                                                                          | Film TV |
| 1982      | Jekyll and Hyde... Together Again            | Dr. Knute Lanyon                                                               | |
| 1982      | Honkytonk Man                                | Highway Patrolman                                                              | |
| 1983      | Likely Stories, Vol. 2                       |                                                                                | serial TV |
| 1983      | Metalstorm: The Destruction of Jared-Syn     | Rhodes                                                                         | |
| 1983      | The Osterman Weekend                         | Motorcycle cop                                                                 | |
| 1983      | Uncommon Valor                               | 'Charts'                                                                       | |
| 1983      | Gun Shy                                      | Theodore Ogilvie                                                               | serial TV |
| 1984      | Match Game-Hollywood Squares Hour            | Rolul său                                                                      | Panelist (March 1984) |
| 1984      | Rhinestone                                   | Barnett Kale                                                                   | |
| 1984      | His Mistress                                 | Tom Goodman                                                                    | Film TV |
| 1984-1988 | Hunter                                       | Mule Mulelowski / Police Sergeant Harry Traynor / Police Detective Gil Glasgow | Episodes "Honorable Profession" (1988) ... Mule Mulelowski "Change Partners and Dance"(1986) ... Police Sgt. Harry Traynor "Pen Pals" (1984) ... Police Det. Gil Glasgow |
| 1985      | Trancers                                     | Jack Deth                                                                      | |
| 1985      | Volunteers                                   | John Reynolds                                                                  | |
| 1985      | Murder, She Wrote                            | Lieutenant Clyde Pitts                                                         | |
| 1986      | Iron Eagle                                   | Colonel Ted Masters                                                            | |
| 1986      | Ratboy                                       | Alan Reynolds                                                                  | nemenționat |
| 1986      | Zone Troopers                                | Sergeant                                                                       | |
| 1986      | The B.R.A.T. Patrol                          | Major Dan Hackett                                                              | Film TV |
| 1987      | Glory Years                                  | Jack Sanders                                                                   | Film TV |
| 1987      | Near Dark                                    | Loy Colton                                                                     | |
| 1987      | Tour of Duty                                 | Sergeant Aubrey Decker                                                         | 1 episod. The Good, the Bad, and the Dead |
| 1987      | Cherry 2000                                  | Lester                                                                         | |
| 1987      | Down and Out in Beverly Hills                | Jerry Baskin                                                                   | serial TV |
| 1988      | A Tiger's Tale                               | Lonny                                                                          | |
| 1988      | The Wrong Guys                               | Tim                                                                            | |
| 1988      | The Incredible Hulk Returns                  | Jack LeBeau                                                                    | Film TV |
| 1989      | Who's Harry Crumb?                           | Vince Barnes                                                                   | |
| 1990      | Vietnam, Texas                               | Max Heron                                                                      | |
| 1990      | Air America                                  | Babo                                                                           | |
| 1990      | The Flash                                    | Jay Allen                                                                      | Film TV |
| 1990      | Murder, She Wrote                            | Bert Rogers                                                                    | serial TV |
| 1990      | Midnight Caller                              | Perry Fine                                                                     | serial TV |
| 1991      | Trancers II                                  | Jack Deth                                                                      | |
| 1991      | Dollman                                      | Brick Bardo                                                                    | |
| 1991      | Baywatch                                     | Jim 'Buzz' Buchannon                                                           | serial TV |
| 1992      | Eddie Presley                                | Shock Comic                                                                    | |
| 1992      | Stringer                                     | Jack Mitchett                                                                  | |
| 1992      | Intimate Stranger                            | Malcolm Henthoff                                                               | Film TV |
| 1992      | Bad Channels                                 | Brick Bardo                                                                    | |
| 1992      | Trancers III                                 | Jack Deth                                                                      | |
| 1993      | Die Watching                                 | Detectiv Lewis                                                                 | |
| 1993      | Nemesis                                      | Farnsworth                                                                     | |
| 1993      | Dollman vs. Demonic Toys                     | Brick Bardo                                                                    | |
| 1993      | The Harvest                                  | Steve Mobley                                                                   | |
| 1993      | Knights                                      | Farmer                                                                         | nemenționat |
| 1993      | Brainsmasher... A Love Story                 | Detective Black                                                                | |
| 1994      | Fleshtone                                    | Buddy Fields                                                                   | |
| 1994      | Natural Causes                               | The Westerner                                                                  | |
| 1994      | Trancers 4: Jack of Swords                   | Jack Deth                                                                      | |
| 1994      | The Cisco Kid                                | Lundquist                                                                      | Film TV |
| 1994      | Hong Kong 97                                 | Jack McGraw                                                                    | |
| 1994      | Trancers 5: Sudden Deth                      | Jack Deth                                                                      | |
| 1995      | Malevolence                                  | Mr. Williams                                                                   | |
| 1995      | Dominion                                     | Fitz                                                                           | |
| 1995      | Spitfire                                     | jurnalistul Rex Beechum                                                        | |
| 1995      | Sirens                                       | Sergeant James 'Buddy' Zunder                                                  | serial TV |
| 1995      | Ringul cruzimii                              | Oldest Elder                                                                   | |
| 1995      | Walker Texas Ranger                          | Mitch Bolton                                                                   | serial TV |
| 1996      | Back to Back                                 | Thomas                                                                         | |
| 1996      | Nemesis 3: Prey Harder                       | Farnsworth 2                                                                   | |
| 1996      | Pacific Blue                                 | The Angel                                                                      | serial TV |
| 1996      | Land's End                                   | Dave 'Thunder' Thornton                                                        | serial TV |
| 1996      | Kid Cop                                      | Arnold Downey                                                                  | |
| 1997      | Blast                                        | Police Commissioner                                                            | |
| 1997      | Xena: Warrior Princess                       | Meleager The Mighty                                                            | serial TV |
| 1997      | When Time Expires                            | Rifkin Koss                                                                    | Film TV |
| 1997      | The Angry Beavers                            | Leonard Beaver (voice)                                                         | serial TV |
| 1997      | Lois & Clark: The New Adventures of Superman | Woody Sams                                                                     | serial TV |
| 1998      | Crossfire                                    | Crane                                                                          | |
| 1998      | Together & Alone                             | Daddy                                                                          | |
| 1998      | Escape from Atlantis                         | Liam Gallagher                                                                 | Film TV |
| 1998      | Fear and Loathing in Las Vegas               | Hoodlum                                                                        | |
| 1998      | Border to Border                             | 'Poet'                                                                         | |
| 1999      | Red Team                                     | William Heywood                                                                | |
| 1999      | Dirt Merchant                                | Jack                                                                           | |
| 1999      | Suckers                                      | Detective Laughlin                                                             | |
| 1999      | Unseen Evil                                  | Ranger Chuck Macneil                                                           | |
| 1999      | The Magnificent Seven                        | Guy Royal                                                                      | serial TV |
| 1999      | Last Chance                                  | Sam                                                                            | |
| 1999      | Detour                                       | Mel Kiner                                                                      | |
| 1999      | Sabrina, the Teenage Witch                   | Mr. Alcerro                                                                    | serial TV |
| 2000      | Gangland                                     | Dr. Adams                                                                      | |
| 2000      | Submerged                                    | Owen Cantrell                                                                  | |
| 2000      | Highway 395                                  | Unknown                                                                        | |
| 2000      | The Princess & the Barrio Boy                | Monsignor O'Dell                                                               | Film TV |
| 2001      | Devil's Prey                                 | șerif Harry                                                                    | |
| 2001      | They Crawl                                   | The Exterminator                                                               | |
| 2001      | Unseen Evil                                  | Ranger Chuck MacNeil                                                           | |
| 2001      | Gangland                                     | Dr. Adams                                                                      | |
| 2002      | Gale Force                                   | Phillip Edwards                                                                | |
| 2002      | Shoot or Be Shot                             | Unchiul Bill                                                                   | |
| 2002      | The Killing Point                            | Mr. Banyon                                                                     | |
| 2002      | Ocean Point                                  | Mike                                                                           | |
| 2002      | Project Viper                                | Sheriff Morgan                                                                 | Film TV |
| 2002      | Con Express                                  | Bill Barnes                                                                    | |
| 2002      | The District                                 | Colonel Carl                                                                   | serial TV |
| 2002      | Days of Our Lives                            | Oliver Wentworth                                                               | serial TV |
| 2003      | Cliché                                       | Chief Jackson                                                                  | |
| 2003      | Air Marshal                                  | Senator Chambers                                                               | |
| 2004      | Paparazzi                                    | Uniformed Officer                                                              | |
| 2004      | A Lousy Ten Grand                            | Judge                                                                          | |
| 2005      | The Nowhere Man                              | Necunoscut                                                                     | |
| 2005      | Dual                                         | Deston / Jared                                                                 | |
| 2005      | Swarmed                                      | Phineas Washburn                                                               | Film TV |
| 2005      | Hell to Pay                                  | Reverend                                                                       | |
| 2005      | Junior Pilot                                 | Captain Noonan                                                                 | also known as Final Approach |
| 2006      | The Strange Case of Dr. Jekyll and Mr. Hyde  | Arnie Swift                                                                    | |
| 2006      | To Kill a Mockumentary                       | Will                                                                           | |
| 2006      | Sasquatch Mountain                           | Eli                                                                            | |
| 2006      | Forget About It                              | Al 'Arizona Al'                                                                | |
| 2006      | A.I. Assault                                 | Admiral Harrison                                                               | Film TV |
| 2006      | Bottoms Up                                   | A.J. Mancini                                                                   | |
| 2006      | Left in Darkness                             | Joe                                                                            | |
| 2006      | Evil Bong                                    | Jack Deth                                                                      | |
| 2006      | Christmas Do-Over                            | Arthur                                                                         | Film TV |
| 2007      | God's Ears                                   | Uncle Steve                                                                    | |
| 2007      | Urban Decay                                  | Detectiv Thompson                                                              | |
| 2007      | Blue Lake Massacre                           | Marshall Lex                                                                   | |
| 2007      | Good God Bad Dog                             | Bill Monahan                                                                   | |
| 2007      | Live Evil                                    | The Priest                                                                     | |
| 2008      | Wicked Lake                                  | Jake                                                                           | |
| 2009      | War Wolves                                   | Frank Bergman                                                                  | |
| 2011      | Shameless                                    | A.B. Fisher                                                                    | serial TV |
| 2012      | Season of Darkness                           | Detectiv Kesler                                                                | |
| 2012      | MoniKa                                       | Thomas                                                                         | |
| 2013      | The Silicon Assassin Project                 | Freddy Jones                                                                   | serial TV |
| 2016      | Catfish Blues                                | Eddie                                                                          | |
| 2017      | Asylum of Darkness                           | Detectiv Kesler                                                                | |

## Jocuri video
| An   | Joc v                 | Rol              |
| ---- | --------------------- | ---------------- |
| 2011 | Homefront             | Voice of Freedom |
| 2011 | Saints Row: The Third | Cyrus Temple     |
| 2013 | Saints Row IV         | Simulation Cyrus |